# Università di scienze e tecnologie della Costa d'Avorio
L'Università di scienze e tecnologie della Costa d'Avorio (francese: Université des sciences et technologies de Côte d'Ivoire abbreviata in USTCI) è un'università privata situata ad Abidjan in Costa d'Avorio.